# Vimala Devi
Vimala Devi é o pseudónimo literário de Teresa da Piedade de Baptista Almeida ou apenas Teresa de Almeida, escritora e poetisa portuguesa nascida em Goa Índia em 1932, sendo sua obra marcada inicialmente pelo Simbolismo de Camilo Pessanha e posteriormente pelo Modernismo de Fernando Pessoa e, finalmente, pelo Concretismo brasileiro e pelo Surrealismo.

## Obras publicadas

### Prosa
- Monção Lisboa: Dédalo, 1963 (Lisboa: Escritor, 2003)
  - Musono: novelaro Skövde: Al-fab-et-o, 2000. (em Esperanto)
  - Monsó. Vilanova i La Geltrú: El Cep i La Nansa, 2002) (em Catalão)
- A Cidade e os Dias. Lisboa: Leitor, 2008
  - La Ciutat i els Dies. Vilanova i La Geltrú: El Cep i La Nansa, 2008) (em Catalão)

### Poesia
- Súria: poemas Lisboa: Agência-Geral do Ultramar, 1962.
- Hologramas Coimbra: Atlântida Editora, 1969
- Telepoemas Coimbra: Atlântida Editora, 1970
- Hora. El ojo de Polifemo, Barcelona, 1991. (em Espanhol).
- Rosa secreta. El ojo de Polifemo, Barcelona, 1992. (em Espanhol).
- El temps irresolt. L'ull de Polifem, Barcelona, 1995. (em Português e Catalão).
- Pluralogo. La Kancerkliniko, Thaumiers, 1996. (em Esperanto).
- Speguliĝoj. La Kancerkliniko, Thaumiers, 1998. (em Esperanto).
- Éticas-Ètiques. Vilanova i La Geltrú: El Cep i La Nansa, 2000. (em Português e Catalão).

### Obras de referência
- A Literatura Indo-Portuguesa (Manuel de Seabra), Lisboa: Junta de Investigações do Ultramar, 1971.
- A Literatura Indo-Portuguesa 2. Antologia(Manuel de Seabra), Lisboa: Junta de Investigações do Ultramar, 1971.
- Diccionari portuguès-català (Manuel de Seabra), Barcelona: Enciclopèdia Catalana, 1985.